# Герман Гогенлоэ-Лангенбургский
Герман Эрнст Франц Бернгард Гогенлоэ-Лангенбургский (нем. Hermann Ernst Franz Bernhard zu Hohenlohe-Langenburg; 31 августа 1832, Лангенбург — 9 марта 1913, там же) — шестой князь дома Гогенлоэ-Лангенбург.

## Биография
Герман — второй сын князя Эрнста I Гогенлоэ-Лангенбургского и его супруги принцессы Феодоры Лейнингенской, единоутробной сестры королевы Великобритании Виктории. 
Герман изучал юриспруденцию в Берлине, затем начал военную карьеру. Участвовал во Франко-прусской войне, в 1871—1881 состоял в Имперской партии в рейхстаге и являлся решительным сторонником империи Бисмарка. В 1881 году проиграл выборы в рейхстаг и занялся колониальной политикой. Герман Гогенлоэ-Лангенбургский стал одним из инициаторов создания Германского колониального союза и занимал в нём различные должности. В 1894 году он был назначен императорским наместником земли Эльзас-Лотарингия и находился на этом посту до 1907 года.

## Семья
24 сентября 1862 года князь Герман женился в Карлсруэ на принцессе Леопольдине Баденской (1837—1903). В браке родились:
- Эрнст (1863—1950), князь Гогенлоэ-Лангенбургский, женат на принцессе Александре Саксен-Кобург-Готской
- Элиза (1864—1929), замужем за князем Генрихом XXVII Рейсским
- Феодора (1866—1932), замужем за князем Эмихом Лейнингенским